# For aabent Tæppe
For aabent Tæppe er en dansk stum dramafilm produceret af Nordisk Films Kompagni og instrueret af August Blom efter manuskript af Louis Møller. Filmens hovedroller spilles af Valdemar Psilander og Thyra Reimann.
Filmen havde dansk premiere den 10. maj 1912 i Victoria-Teatret, hvor den blev vist sammen med Indbruddet hos Skuespillerinden.  Filmen blev i tysktalende og i engelsktalende lande distribueret som Desdemoma. 

## Handling
En mand og hans hustru spiller rollerne som Othello og Desdemona på en teaterscene men indser, at de befinder sig i en lignende situation i deres eget liv.

## Medvirkende
- Valdemar Psilander - Ejnar Løwe, skuespiller
- Thyra Reimann - Maria Løwe, skuespillerinde, Ejnars kone
- Nicolai Brechling - Preben Winge, skuespiller
- Henny Lauritzen
- Zanny Petersen
- Svend Bille
- Otto Detlefsen
- Franz Skondrup
- Frederik Jacobsen
- Julie Henriksen
- Otto Lagoni
- Aage Lorentzen
- Doris Langkilde